# 格雷格·鲁塞德斯基
格雷格·魯塞德斯基（Greg Rusedski，1973年9月6日—），是一位前英國-加拿大双重国籍職業網球運動員，以快速發球和發球上網為主。他在1991年轉職業，1991~1995年間曾代表加拿大參賽，在2007年7月7日宣布退役。

## 大满贯

### 男單亞軍 (1)
| 年份 | 比賽 | 場地 | 決賽對手 | 對手國籍 | 勝方比分           |
| ---- | ---- | ---- | -------- | -------- | ------------------ |
| 1997 | 美网 | 硬地 |          | 澳洲     | 6-3, 6-2, 4-6, 7-5 |

## 外部連結
- 格雷格·鲁塞德斯基（英文/西班牙文）的官方資料
- 格雷格·鲁塞德斯基的國際網球總會 職業／青少年 官方資料（英文）
- 格雷格·鲁塞德斯基的官方資料（英文）